# Michael Möllenbeck
Michael Friedrich Möllenbeck (Wesel, 12 dicembre 1969 – Wesel, 2 novembre 2022) è stato un discobolo tedesco, vincitore di 2 bronzi rispettivamente ai mondiali di Edmonton 2001 e Helsinki 2005. 
Nel 1996 si è sposato con Anja Gündler.

## Palmarès
| Anno | Manifestazione   | Sede       | Evento           | Risultato | Misura  | Note                          |
| ---- | ---------------- | ---------- | ---------------- | --------- | ------- | ----------------------------- |
| 1987 | Europei juniores | Birmingham | Lancio del disco | 6º        | 53,00 m |                               |
| 1995 | Mondiali         | Göteborg   | Lancio del disco | 16º       | 59,76 m |                               |
| 1999 | Mondiali         | Siviglia   | Lancio del disco | 6º        | 64,90 m |                               |
| 2000 | Olimpiadi        | Sydney     | Lancio del disco | 10º       | 63,14 m |                               |
| 2001 | Mondiali         | Edmonton   | Lancio del disco | Bronzo    | 67,61 m | Miglior prestazione personale |
| 2002 | Europei          | Monaco     | Lancio del disco | Bronzo    | 66,37 m |                               |
| 2003 | Mondiali         | Parigi     | Lancio del disco | 5º        | 66,23 m |                               |
| 2004 | Olimpiadi        | Atene      | Lancio del disco | 20º       | 59,79 m |                               |
| 2005 | Mondiali         | Helsinki   | Lancio del disco | Bronzo    | 65,95 m |                               |
| 2006 | Europei          | Göteborg   | Lancio del disco | 5º        | 64,82 m |                               |

## Altre competizioni internazionali
2002
- Coppa Europa di atletica leggera ( Annecy)

2004
- Coppa Europa di atletica leggera ( Bydgoszcz)

2005
- Coppa Europa di atletica leggera ( Firenze)